# Parafia św. Bartłomieja Apostoła w Czaplach Wielkich
Parafia św. Bartłomieja Apostoła w Czaplach Wielkich – rzymskokatolicka parafia znajdująca się w diecezji kieleckiej, w dekanacie skalskim, w Polsce.
Do parafii należy kaplica filialna pw. NMP Królowej Polski w Smrokowie.

## Historia
Parafię erygował w XIV w. biskup krakowski Jan Grot, przy istniejącym już wcześniej drewnianym kościele pw. Bożego Ciała. W 1523 wybudowano kościół murowany pw. św. Bartłomieja Apostoła, który istnieje do dzisiejszych czasów.
W latach 80. XX w. wybudowano kaplicę w Smrokowie, którą poświęcił biskup pomocniczy kielecki Mieczysław Jaworski.
Z parafii pochodził arcybiskup warszawski Wincenty Teofil Popiel.